# Pieprznik pomarańczowy

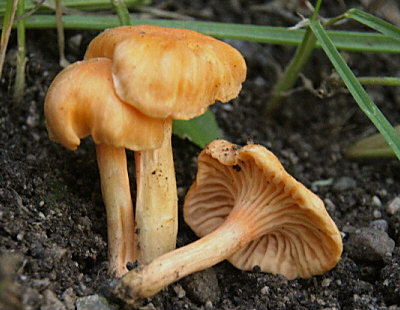

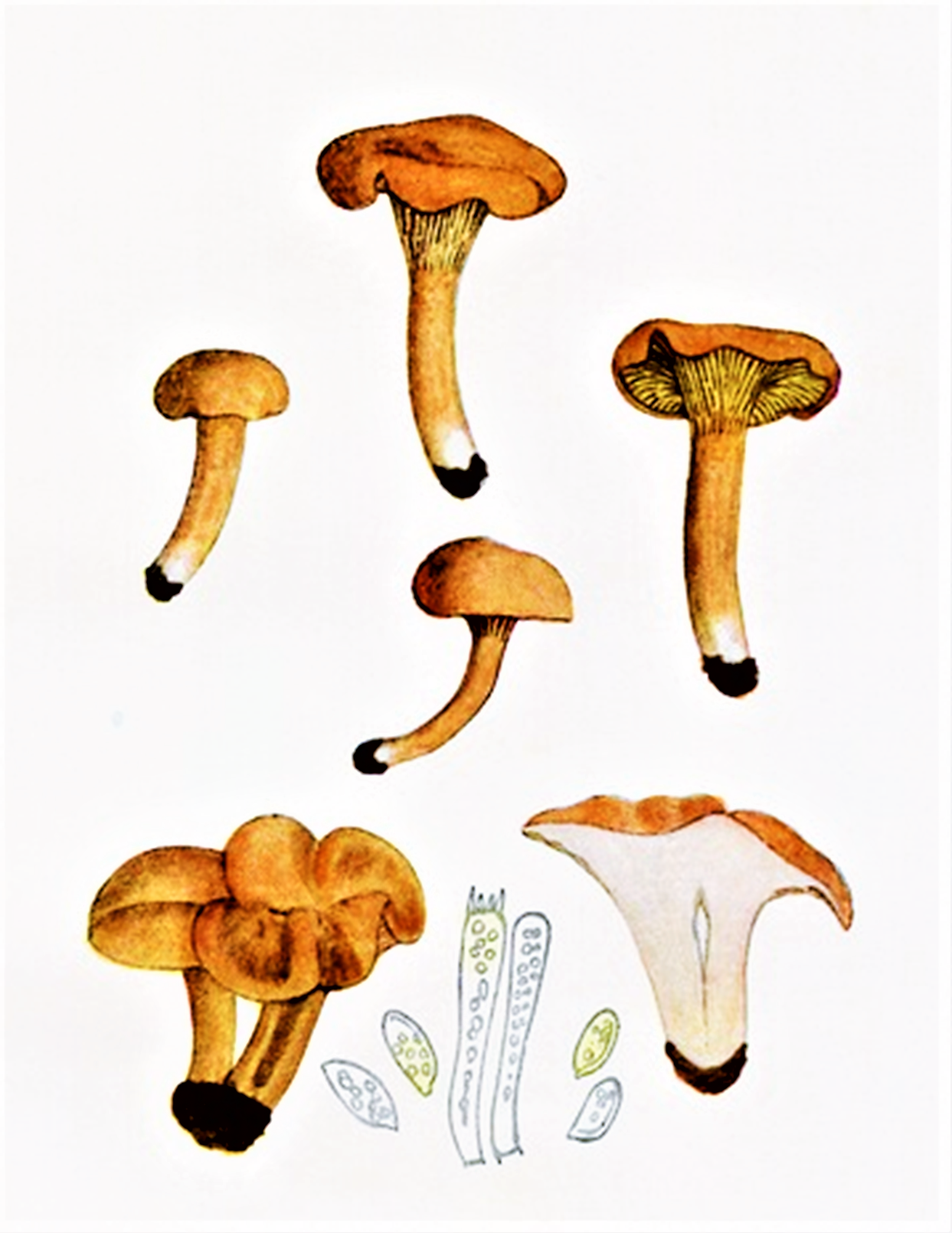

Pieprznik pomarańczowy, pieprznik Friesa (Cantharellus friesii Quél.) – gatunek grzybów z rodziny kolczakowate (Hydnaceae).

## Systematyka i nazewnictwo
Pozycja w klasyfikacji według Index Fungorum: Cantharellus, Hydnaceae, Cantharellales, Incertae sedis, Agaricomycetes, Agaricomycotina, Basidiomycota, Fungi.
Synonim naukowy – Merulius friesii (Quél.) Kuntze.
Polską nazwę pieprznik pomarańczowy podał Władysław Wojewoda w 2003 r. W 1995 r. Terpińska-Ostrowska opisywała ten gatunek pod nazwą pieprznik Friesa. Drugi człon tej nazwy jest tłumaczeniem nazwy łacińskiej nadanej na cześć szwedzkiego botanika Eliasa Magnusa Friesa.

## Morfologia
Kapelusz
Średnicy 1–4 cm. Jaskrawopomarańczowy, żółtopomarańczowy lub czerwonopomarańczowy. Za młodu wypukły, potem spłaszczony, u dojrzałych owocników lejkowaty z powyginanym, podwiniętym i kędzierzawym brzegiem. Powierzchnia kapelusza gładka lub lekko aksamitna.
Blaszki
Grube, w formie nieregularnie rozwidlonych listewek, szeroko rozstawione i daleko zbiegające. Barwy łososiowej lub żółtawej, blednące z wiekiem.
Trzon
Wysokość 1–3,5 cm, grubość 3–7 mm, krótki i zwarty, rozszerzający się stopniowo ku górze. Jest tej samej barwy co kapelusz. Początkowo pełny potem pusty. Powierzchnia trzonu gładka lub lekko filcowata.
Miąższ
Barwy białej do bladożółtej, delikatny, o owocowym zapachu i nieco ostrym smaku.
Wysyp zarodników
Biały. Zarodniki gładkie, o rozmiarach 8,5–10,5 × 4–5 μm.
Gatunki podobne
- Pieprznik jadalny (Cantharellus cibarius), który ma bledszą barwę i znacznie większe owocniki. Jadalny.
- Pieprznik ametystowy (Cantharellus amethysteus) – ma łuskowaty kapelusz, często z fioletowym odcieniem.

## Występowanie i siedlisko
Notowany jest tylko w Europie. W Polsce gatunek rzadki. Znajduje się na Czerwonej liście roślin i grzybów Polski. Ma status E – gatunek wymierający.
Naziemny grzyb mykoryzowy. Występuje w lasach, przeważnie pod bukami, na gliniastych lub piaszczystych glebach. Owocniki wytwarza od lipca do października.

## Znaczenie
Grzyb jadalny i uważany za smaczny, ale zasługuje na ochronę ze względu na swoją rzadkość.